# Crise politique israélienne de 2018-2022

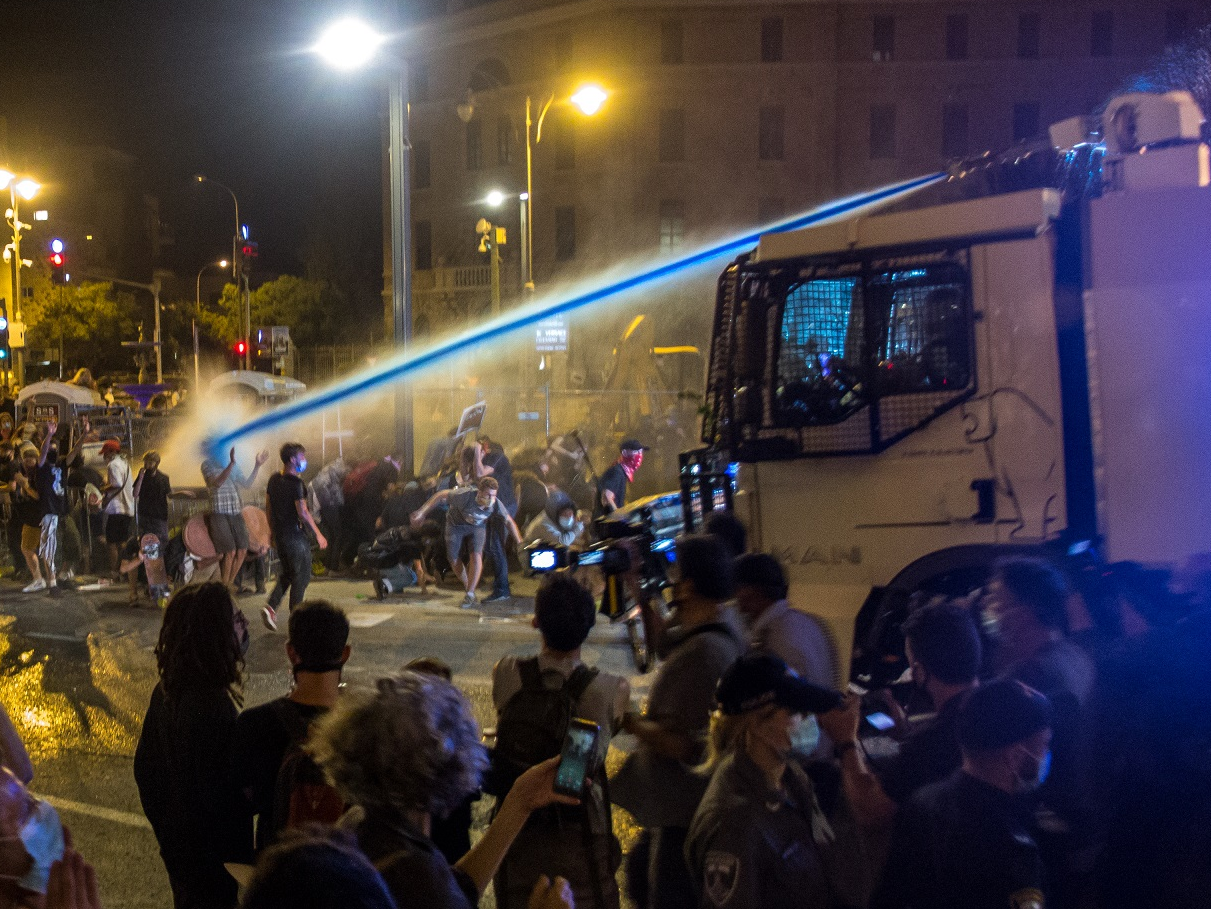
Un canon à eau (avec de l'eau teinte en bleu) utilisé contre des manifestants lors des manifestations anti-Netanyahou en juillet 2020.

La crise politique israélienne de 2018 à 2022 est une période d'instabilité politique en Israël au cours de laquelle cinq élections anticipées à la Knesset (parlement) ont eu lieu en moins de quatre ans : en avril 2019, en septembre 2019, en mars 2020, en mars 2021 et en novembre 2022.
Au début de la crise, une impasse naït du refus de l'aile libérale du parlement de former une coalition avec Benyamin Netanyahou, tandis que le parti Likoud — le principal parti de l'aile conservatrice — refuse de retirer Benyamin Netanyahou de la direction du parti. Le reste des partis conservateurs refusent de former une coalition sans Netanyahou et le Likoud. Aucune des ailes n'a ainsi pu former une coalition à elle seule, en raison des sièges parlementaires détenus par les autres partis.
Les deux premières élections de la crise en avril et septembre 2019 ne réussissent pas à produire une coalition gouvernementale, et la troisième élection en mars 2020 conduit à un gouvernement d'unité dirigé par Netanyahou et Benny Gantz, avant d'être dissous en décembre de la même année, déclenchant un conflit politique et quatrième élection en mars 2021. Les élections de 2021 aboutissent à la formation du 36e gouvernement israélien, une coalition diversifiée avec des partis aux idéologies diverses dirigée par Naftali Bennett et Yaïr Lapid, mais elle est aussi dissoute en juin 2022. Une cinquième élection en novembre cette année-là voit la victoire du bloc de droite, renvoyant Netanyahou à la tête du 37e gouvernement israélien.